# William Njoku
Pour les articles homonymes, voir Njoku.
William Njoku, né le 5 mars 1972 à Accra, est un ancien joueur canadien d'origine ghanéenne de basket-ball, évoluant au poste d'ailier fort.

## Biographie
William Njoku naît à Accra de parents nigérians. Ils émigrent au Canada alors qu'il est âgé de quatre ans. Il évolue quatre années à l'Université Saint Mary à Halifax. Il est sélectionné au 41e rang de la draft 1994 par les Pacers de l'Indiana. Il n'évoluera cependant jamais en NBA. Njoku joue dans de nombreux clubs européens avant de devoir mettre un terme à sa carrière en 1999 à cause d'un mal de dos chronique. Mais il bénéficie d'un traitement qui lui permet d'effectuer un retour au jeu en 2003. Il met un terme définitif à sa carrière de joueur en 2005. William Njoku s'est reconverti dans le coaching. Il est devenu directeur sportif de l'université Crandall en septembre 2007, jusqu'en septembre 2010, préférant se consacrer à son activité de coach.

## Note
- (en) Cet article est partiellement ou en totalité issu de l’article de Wikipédia en anglais intitulé « William Njoku » (voir la liste des auteurs).